# 马元彪
马元彪（1934年—2014年4月8日），男，青海互助人，中华人民共和国政治人物。

## 生平
早年担任果洛藏族自治州州委副书记，中共达日县委副书记，中共玛沁县委书记，海东行署副专员，青海省人民政府省长助理、青海省副省长、青海省政协副主席等职。
2014年4月8日7时10分在互助县逝世。